# (79996) 1999 FS19
(79996) 1999 FS19 là một tiểu hành tinh vành đai chính. Nó được phát hiện bởi Osservatorio San Vittore ngày 23 tháng 03 1999.